# Paullinia yoco
El yoco (Paullinia yoco) es una planta trepadora de la familia de las sapindáceas, nativa del noroccidente de la Amazonia.

## Descripción
Es un bejuco de 12 cm de diámetro en la base, con los tallos largos y robustos, lacticíferos, con látex blanco astringente. Las hojas son pinnadas, dispuestas en cinco folíolos, el mayor de forma elíptica, que miden hasta 35 cm de longitud. La inflorescencia es axilar y racimiforme con flores pequeñas blancas a amarillentas, que poseen cinco sépalos y pétalos submembranáceos. Los frutos son capsulares con tres valvas de color rojo cuando está madura y que contiene en su interior semillas globosas.

## Historia
La liana yoco (Paullinia yoco), como planta y como tradición, representa una de las piezas del rompecabezas necesaria para poder comprender mejor el paisaje biológico y cultural de uno de los refugios pleistocénicos más importantes y frágiles del planeta y la raíz de una de las tradiciones chamánicas más fuertes que aun sobreviven sobre la tierra: la cultura del yagé. Para estos pueblos indígenas, la vida sin yoco es tan inconcebible, como podría serlo sin yagé. Es llamada la savia de la selva. 
La medicina tradicional le atribuye propiedades como antipirético y desinfectante.
Por el contrario, el yoco, bejuco que vive en estado espontáneo en la región piedemontina ecuatorial, aproximadamente en la misma área de dispersión que la guayusa, aunque más en el Putumayo y el Caquetá, se usa por la corteza; ésta, raspada y echada en agua, suministra una bebida con efectos similares a los del guaraná. Contiene un 2,73% de cafeína. Con una carta de 1856, dirigida a su mujer, Agustín Codazzi le envía una porción de bejuco traída de la Ceja de los Andaquíes. El ilustre geógrafo explica: "Un poco de bejuco de yoco que sirve para componer el estómago quitando apenas la parte áspera de la corteza; luego se raspa la corteza formando como un afrecho, el cual se pone en un poco de agua tibia después de machacado bien y exprimido el jugo del afrecho puesto antes en agua y ese jugo es aquel que se bebe tomando por día una toma de un pocillo; o bien se quita la corteza y se cocina con una hora de fuego poniendo la cantidad de dos tomas, que sería lo que da el pedazo que se manda y cada toma que quede en un pocillo de agua" 
El yoco tiende a desaparecer por la extinción de las tribus que lo usaban, y como no se ha cultivado, es difícil hallar muestras para análisis.

## Propiedades
Es un estimulante nervioso que además elimina el apetito.

## Taxonomía
Paullinia yoco fue descrita por R.E.Schult. & Killip y publicado en A General History of the Dichlamydeous Plants 1: 660, en el año 1831.
Etimología
Paullinia: nombre genérico que fue nombrado por Carlos Linneo en honor de Simon Pauli der Jüngere (1603-1680), un médico y botánico alemán quien descubrió la planta.
yoco: epíteto